# Eochaid VII
Eochaid VII – legendarny zwierzchni król Irlandii z dynastii Milezjan (linia Emera) w latach 392-385 p.n.e. Syn i następca Oiliolla (Aililla) II Finna, zwierzchniego króla Irlandii.
Objął zwierzchni tron po tragicznej śmierci ojca z rąk Airgetmara, syna arcykróla Sirlama, oraz Duacha Ladgracha, syna arcykróla Fiachy IV Tolgracha, przyszłych zwierzchnich królów Irlandii. Natomiast według Lebor Gabála Érenn („Księga najazdów Irlandii”), ojciec miał zginąć z ręki Airgetmara oraz Fiachy, syna Duacha Ladgracha. Eochaid VII, po siedmiu latach rządów w Irlandii, zginął z ręki dwóch osób: Airgetmara, swego następcy, oraz Duacha Ladgracha w Aine (ob. Knockany w pobliżu Bruff w hrabstwie Limerick). Bowiem Airgetmar, po powrocie z siedmioletniej emigracji zamorskiej, zawarł przymierze z Duachem, celem zdobycia władzy nad Irlandią. Dokonali zamachu na arcykrólu Oiliollu II. Jednak z powodu zbyt słabych sił, tron przeszedł bez przeszkód na Eochaida VII, syna zabitego. Dopiero po siedmiu latach udało się Airgetmarowi zagarnąć dla siebie zwierzchnią władzę. Eochaid VII pozostawił po sobie syna Lugaida Laigde, przyszłego mściciela ojca oraz zwierzchniego króla Irlandii.  